# الکس اوپری
الکس اوپری (انگلیسی: Alex Oprey؛ زادهٔ ۲۷ نوامبر ۱۹۸۳) بازیکن فوتبال اهل بریتانیا است.
از باشگاه‌هایی که در آن بازی کرده‌است می‌توان به باشگاه فوتبال سانتوس، باشگاه فوتبال سالرنیتانا، و باشگاه فوتبال اتلتیکو پارانائنزه اشاره کرد.